# Blue Raiders de Middle Tennessee
Blue Raiders de Middle Tennessee (en anglais : Middle Tennessee Blue Raiders) est le nom donné au club omnisports universitaire se référant aux s5 programmes sportifs de l'Université d'État de Middle Tennessee basée à Murfreesboro dans le Tennessee).
Ces équipes sportives, membres de Conference USA depuis 2013, participent aux compétitions universitaires organisées par la National Collegiate Athletic Association (NCAA).
Elles font référence à leur université en utilisant les termes « Middle Tennessee » ou « MT », sans utiliser les mots « State University ».
La plus grande rivalité des Blue Raiders est celle qui les oppose en football américain aux Trojans de Troy lors de la Battle for the Palladium.
Le surnom « Blue Raiders » a été inventé par Charles Sarver, un joueur de football américain de Middle Tennesse, à l'occasion d'un concours du Daily News Journal de 1934. Aucun surnom officiel n'existait avant 1934, les équipes étant jusque là appelées « Normalites », « Teachers » et « Pedagogues ».
Les couleurs oifficielles sont le bleu royal  et le blanc.